# Maximilian Fillafer
Maximilian Fillafer (* 26. Dezember 2004) ist ein österreichischer Fußballspieler.

## Karriere
Fillafer begann seine Karriere beim SC Bad Hofgastein. Zur Saison 2019/20 wechselte er in die Jugend des SV Spittal/Drau. Zur Saison 2020/21 rückte er in den Kader der zweiten Mannschaft Spittals. Im September 2020 gab er dann auch sein Debüt für die erste Mannschaft der Kärntner in der Regionalliga Mitte. Dies sollte vor dem COVID-bedingten Saisonabbruch sein einziger Einsatz bleiben. In der Saison 2021/22 war er dann fester Bestandteil des Regionalligateams, für das er 27 Mal zum Einsatz kam. Mit Spittal stieg er zu Saisonende aber aus der dritthöchsten Spielklasse ab. In der Saison 2022/23 kam der Flügelspieler dann zu 25 Einsätzen in der Kärntner Liga, in denen er zwölfmal traf.
Zur Saison 2023/24 wechselte Fillafer zum Bundesligisten TSV Hartberg, bei dem er einen bis 2026 laufenden Vertrag erhielt. Sein Debüt in der Bundesliga gab er im August 2023, als er am dritten Spieltag jener Saison gegen den SK Rapid Wien in der 73. Minute für Christoph Lang eingewechselt wurde.